# Placówka Straży Granicznej w Rutce-Tartak
Placówka Straży Granicznej w Rutce-Tartak im. marsz. Józefa Piłsudskiego – graniczna jednostka organizacyjna Straży Granicznej realizująca zadania w ochronie granicy państwowej na granicy wewnętrznej Unii Europejskiej  z Republiką Litewską.

## Formowanie i zmiany organizacyjne
Placówka Straży Granicznej w Tutce-Tartak (PSG w Tartak), powołano 24 sierpnia 2005 Ustawą z 22 kwietnia 2005 O zmianie ustawy o Straży Granicznej..., w strukturach Podlaskiego Oddziału Straży Granicznej) z przemianowania dotychczas funkcjonującej strażnicy Straży Granicznej w Rutce-Tartak (Strażnica SG w Rutce-Tartak).
Zarządzeniem Komendanta Głównego Straży Granicznej, Placówka SG w Tutce-Tartak przejęła ochraniany odcinek granicy po zlikwidowanej placówce Straży Granicznej w Wiżajnach. Wynikało to planowanej reorganizacji związanej z realizacją przez Straż Graniczną zadań po włączeniu Polski do strefy Schengen. Również z konieczności zapewnienia skutecznej i sprawnej realizacji zadań przez Straż Graniczną po zniesieniu kontroli na granicach wewnętrznych. Zmiany dotyczyły nie tylko nowych metod i form działania, ale także modyfikacji struktur organizacyjnych skutkujących m.in. zmianą ilości, zasięgu działania i usytuowania poszczególnych placówek. Celem zmian było stworzenie takich warunków działania, aby mimo zaprzestania kontroli na granicy, Straż Graniczna mogła skutecznie realizować dotychczasowe zadania.
Budynek placówki został wybudowany w 1936 na potrzeby strażnicy batalionu KOP „Sejny” jako pomnik poświęcony Józefowi Piłsudskiemu. Posiada kształt połączonych liter JP.

## Ochrona granicy

### Terytorialny zasięg działania
Stan z 2 grudnia 2016
Placówka Straży Granicznej w Rutce-Tartak ochraniała odcinek granicy państwowej o długości 40,48 km.
Obszar działania Placówki Straży Granicznej w Rutce-Tartak obejmował:
- Od znaku granicznego Wisztyniec[d] do znaku gran. nr 129.
- Linia rozgraniczenia z:

1. Placówką Straży Granicznej w Gołdapi: granicą gmin Gołdap i  Filipów.
2. Placówką Straży Granicznej w Dubeninkach: wyłączony znak gran. Wisztyniec, dalej granicą gmin Dubeninki i Wiżajny, Dubieninki i Przerośl oraz Dubeninki i Filipów.
3. Placówką Straży Granicznej w Sejnach: wyłączony znak gran. nr 129, dalej granicą gmin Szypliszki oraz Puńsk i Krasnopol.

- Poza strefą nadgraniczną obejmował Suwałki, z powiatu suwalskiego gminy: Bakałarzewo, Suwałki.

Stan z 1 sierpnia 2011
Obszar działania obejmował: 
- Od znaku gran. nr 1987 (Wisztyniec) do znaku gran. nr 129
- Linia rozgraniczenia z:

1. Placówką Straży Granicznej w Gołdapi: granicą gmin Gołdap oraz Filipów.
2. Placówką Straży Granicznej w Dubeninkach: włącznie znak graniczny nr 1987, dalej granicą gmin Dubeninki oraz Wiżajny, Przerośl i Filipów.
3. Placówką Straży Granicznej w Sejnach: wyłącznie znak graniczny nr 129, dalej granicą gmin Szypliszki oraz Puńsk i Krasnopol.

- Poza strefą nadgraniczną powiaty: Suwałki, z powiatu suwalskiego gminy: Bakałarzewo, Suwałki.

## Wydarzenia
- 2006 – 17 listopada placówce SG w Rutce Tartak nadano imię Marszałka Józefa Piłsudskiego. Na ścianie frontowej placówki odsłonięto pamiątkową tablicę[3][2].
- 2017 – 24 września Placówka SG w Rutce-Tartak odebrała weksylium w postaci proporca ufundowanego przez „Stowarzyszenie Marszałek”[5]. Natomiast Stowarzyszenie Weteranów Polskich Formacji Granicznych przekazało odznakę pamiątkową KOP 1924–2004, a przedstawiciele Archiwum Straży Granicznej w Szczecinie replikę godła państwowego z granicy polsko-sowieckiej[6].

## Placówki sąsiednie
- Placówka SG w Wiżajnach ⇔ Placówka SG w Budzisku – 19.11.2007[7]
- Placówka Straży Granicznej w Gołdapi, Placówka SG w Dubeninkach ⇔ Placówka SG w Sejnach – 1.08.2011[e].

## Komendanci placówki
- mjr SG Jerzy Kogaczewski (był 17.11.2006)[8]
- kpt. SG/mjr SG Michał Łangowski (01.03.2013[9]–15.12.2019[10])
- mjr SG/ppłk SG Wojciech Bartoszewicz (16.12.2019–30.11.2024)
- mjr SG Zdzisław Maksimowicz p.o. (1.12.2024–obecnie)[1].